# Campionati del mondo di corsa campestre 2004
Il XXXII Campionato mondiale di corsa campestre si è disputato a Bruxelles, in Belgio, dal 20 al 21 marzo 2004 all'Ossegem Park. Vi hanno preso parte 673 atleti in rappresentanza di 72 nazioni. Il titolo maschile è stato vinto da Kenenisa Bekele mentre quello femminile da Benita Johnson.

## Nazioni partecipanti
Qui sotto sono elencate le nazioni che hanno partecipato a questi campionati (tra parentesi il numero degli atleti per ciascuna nazione):
- Algeria (12)
- Andorra (2)
- Australia (16)
- Azerbaigian (2)
- Bahrein (1)
- Belgio (36)
- Bielorussia (6)
- Bolivia (4)
- Botswana (5)
- Brasile (5)
- Burundi (4)
- Canada (33)
- Rep. Ceca (2)
- Rep. Centrafricana (1)
- Cile (2)
- Cina (8)
- RD del Congo (1)
- Croazia (2)
- Ecuador (4)
- Egitto (4)
- Eritrea (19)
- Etiopia (30)
- Francia (32)
- Germania (1)

- Giappone (23)
- Gran Bretagna (30)
- Guatemala (2)
- Guinea Equatoriale (1)
- Hong Kong (1)
- Islanda (3)
- Isole Vergini Americane (5)
- Irlanda (17)
- Italia (11)
- Kazakistan (2)
- Kenya (36)
- Kirghizistan (3)
- Libano (2)
- Macao (1)
- Malawi (5)
- Messico (7)
- Marocco (34)
- Nepal (4)
- Nuova Zelanda (9)
- Paesi Bassi (6)
- Palestina (4)
- Perù (1)
- Polonia (4)
- Portogallo (23)

- Porto Rico (13)
- Qatar (6)
- Russia (15)
- Romania (2)
- Ruanda (10)
- Serbia e Montenegro (3)
- Seychelles (2)
- Slovenia (2)
- Sudafrica (12)
- Spagna (35)
- Stati Uniti (36)
- Svizzera (13)
- Tagikistan (3)
- Tanzania (13)
- Tunisia (7)
- Turchia (3)
- Turkmenistan (6)
- Uganda (6)
- Ucraina (4)
- Ungheria (1)
- Uzbekistan (6)
- Venezuela (2)
- Zambia (4)
- Zimbabwe (3)

## Risultati
I risultati del campionato sono stati:

### Individuale (uomini seniores)
| Pos. | Atleta                      | Nazione  | Tempo (m's") |
| ---- | --------------------------- | -------- | ------------ |
|      | Kenenisa Bekele             | Etiopia  | 35'52"       |
|      | Gebre-egziabher Gebremariam | Etiopia  | 36'10"       |
|      | Sileshi Sihine              | Etiopia  | 36'11"       |
| 4    | Eliud Kipchoge              | Kenya    | 36'34"       |
| 5    | Charles Kamathi             | Kenya    | 36'36"       |
| 6    | Zersenay Tadesse            | Eritrea  | 36'37"       |
| 7    | Fabiano Joseph              | Tanzania | 36'49"       |
| 8    | Yibeltal Admassu            | Etiopia  | 36'52"       |
| 9    | Yonas Kifle                 | Eritrea  | 36'53"       |
| 10   | Wilberforce Talel           | Kenya    | 37'01"       |
| 11   | John Cheruiyot Korir        | Kenya    | 37'03"       |
| 12   | Hicham Chatt                | Marocco  | 37'09"       |

### Squadre (uomini seniores)
| Kenenisa Bekele             | 1    |
| Gebre-egziabher Gebremariam | 2    |
| Sileshi Sihine              | 3    |
| Yibeltal Admassu            | 8    |
| (Tibebu Yenew)              | (15) |
| (Ketema Nigusse)            | (36) |

| Eliud Kipchoge       | 4    |
| Charles Kamathi      | 5    |
| Wilberforce Talel    | 10   |
| John Cheruiyot Korir | 11   |
| (Simion Tuitoek)     | (27) |
| (Richard Limo)       | (32) |

| Zersenay Tadesse     | 6    |
| Yonas Kifle          | 9    |
| Tesfayohannes Mesfen | 22   |
| Samson Kiflemariam   | 29   |
| (Tekle Menghisteab)  | (74) |

- Nota: gli atleti tra parentesi non hanno concorso al punteggio totale della squadra

### Individuale (uomini tracciato corto)
| Pos. | Atleta                      | Nazione   | Tempo (m's") |
| ---- | --------------------------- | --------- | ------------ |
|      | Kenenisa Bekele             | Etiopia   | 11'31"       |
|      | Gebre-egziabher Gebremariam | Etiopia   | 11'36"       |
|      | Maregu Zewdie               | Etiopia   | 11'42"       |
| 4    | Abdullah Ahmed Hassan       | Qatar     | 11'44"       |
| 5    | Saif Saeed Shaheen          | Qatar     | 11'44"       |
| 6    | Eliud Kirui                 | Kenya     | 11'45"       |
| 7    | Isaac Songok                | Kenya     | 11'45"       |
| 8    | Sultan Khamis Zaman         | Qatar     | 11'50"       |
| 9    | Craig Mottram               | Australia | 11'51"       |
| 10   | Adil Kaouch                 | Marocco   | 11'56"       |
| 11   | Dejene Berhanu              | Etiopia   | 11'56"       |

### Squadre (uomini tracciato corto)
| Kenenisa Bekele             | 1    |
| Gebre-egziabher Gebremariam | 2    |
| Maregu Zewdie               | 3    |
| Dejene Berhanu              | 11   |
| (Hussen Adilo)              | (29) |
| (Mohamed Awol)              | (31) |

| Abdullah Ahmed Hassan      | 4    |
| Saif Saeed Shaheen         | 5    |
| Sultan Khamis Zaman        | 8    |
| Abdulaziz Al-Ameri         | 22   |
| (Ali Al-Dawoodi)           | (23) |
| (Khamis Abdulla Saifeldin) | (95) |

| Eliud Kirui                 | 6    |
| Isaac Songok                | 7    |
| Abraham Chebii              | 19   |
| Kiplimo Muneria             | 20   |
| (Boniface Kiprotich Songok) | (21) |
| (John Kibowen)              | (32) |

- Nota: gli atleti tra parentesi non hanno concorso al punteggio totale della squadra

### Individuale (uomini under 20)
| Pos. | Atleta             | Nazione | Tempo (m's") |
| ---- | ------------------ | ------- | ------------ |
|      | Meba Tadesse       | Etiopia | 24'01"       |
|      | Boniface Kiprop    | Uganda  | 24'03"       |
|      | Ernest Meli Kimeli | Kenya   | 24'16"       |
| 4    | Barnabas Kosgei    | Kenya   | 24'24"       |
| 5    | Mulugeta Wendimu   | Etiopia | 24'44"       |
| 6    | Hosea Macharinyang | Kenya   | 24'51"       |
| 7    | Ronald Rutto       | Kenya   | 25'04"       |
| 8    | Moses Aliwa        | Uganda  | 25'08"       |
| 9    | Tessema Absher     | Etiopia | 25'12"       |
| 10   | Yirefu Birhanu     | Etiopia | 25'18"       |
| 11   | Harbert Okuti      | Uganda  | 25'21"       |
| 12   | Nicholas Kwemoi    | Uganda  | 25'22"       |

### Squadre (uomini under 20)
| Ernest Meli Kimeli        | 3    |
| Barnabas Kosgei           | 4    |
| Hosea Macharinyang        | 6    |
| Ronald Rutto              | 7    |
| (Moses Masai)             | (16) |
| (Stanley Kipkosgei Salil) | (21) |

| Meba Tadesse     | 1    |
| Mulugeta Wendimu | 5    |
| Tessema Absher   | 9    |
| Yirefu Birhanu   | 10   |
| (Kabtamu Reta)   | (20) |

| Boniface Kiprop | 2  |
| Moses Aliwa     | 8  |
| Harbert Okuti   | 11 |
| Nicholas Kwemoi | 12 |

- Nota: gli atleti tra parentesi non hanno concorso al punteggio totale della squadra

### Individuale (donne seniores)
| Pos. | Atleta           | Nazione             | Tempo (m's") |
| ---- | ---------------- | ------------------- | ------------ |
|      | Benita Johnson   | Australia           | 27'17"       |
|      | Ejagayehu Dibaba | Etiopia             | 27'29"       |
|      | Worknesh Kidane  | Etiopia             | 27'34"       |
| 4    | Alice Timbilil   | Kenya               | 27'36"       |
| 5    | Teyiba Erkesso   | Etiopia             | 27'43"       |
| 6    | Lornah Kiplagat  | Paesi Bassi         | 27'56"       |
| 7    | Eunice Jepkorir  | Kenya               | 27'59"       |
| 8    | Émilie Mondor    | Canada              | 28'01"       |
| 9    | Fridah Domongole | Kenya               | 28'03"       |
| 10   | Sally Barsosio   | Kenya               | 28'08"       |
| 11   | Kathy Butler     | Gran Bretagna       | 28'13"       |
| 12   | Olivera Jevtić   | Serbia e Montenegro | 28'18"       |

### Squadre (donne seniores)
| Ejagayehu Dibaba   | 2    |
| Worknesh Kidane    | 3    |
| Teyiba Erkesso     | 5    |
| Derartu Tulu       | 16   |
| (Eyerusalem Kuma)  | (43) |
| (Alemtsehay Hailu) | (59) |

| Alice Timbilil    | 4    |
| Eunice Jepkorir   | 7    |
| Fridah Domongole  | 9    |
| Sally Barsosio    | 10   |
| (Jane Ngotho)     | (20) |
| (Irene Kipchumba) | (34) |

| Kathy Butler     | 11   |
| Liz Yelling      | 13   |
| Louise Damen     | 22   |
| Natalie Harvey   | 28   |
| (Hayley Yelling) | (29) |

- Nota: gli atleti tra parentesi non hanno concorso al punteggio totale della squadra

### Individuale (donne tracciato corto)
| Pos. | Atleta             | Nazione | Tempo (m's") |
| ---- | ------------------ | ------- | ------------ |
|      | Edith Masai        | Kenya   | 13'07"       |
|      | Tirunesh Dibaba    | Etiopia | 13'09"       |
|      | Teyiba Erkesso     | Etiopia | 13'11"       |
| 4    | Worknesh Kidane    | Etiopia | 13'14"       |
| 5    | Isabella Ochichi   | Kenya   | 13'18"       |
| 6    | Olga Romanova      | Russia  | 13'19"       |
| 7    | Peninah Chepchumba | Kenya   | 13'22"       |
| 8    | Vivian Cheruiyot   | Kenya   | 13'23"       |
| 9    | Jane Wanjiku       | Kenya   | 13'23"       |
| 10   | Ejagayehu Dibaba   | Etiopia | 13'23"       |
| 11   | Amane Godana       | Etiopia | 13'27"       |
| 12   | Zahra Ouaziz       | Marocco | 13'33"       |

### Squadre (donne tracciato corto)
| Tirunesh Dibaba   | 2    |
| Teyiba Erkesso    | 3    |
| Worknesh Kidane   | 4    |
| Ejagayehu Dibaba  | 10   |
| (Amane Godana)    | (11) |
| (Bezunesh Bekele) | (18) |

| Edith Masai           | 1    |
| Isabella Ochichi      | 5    |
| Peninah Chepchumba    | 7    |
| Vivian Cheruiyot      | 8    |
| (Jane Wanjiku)        | (9)  |
| (Beatrice Chepchumba) | (21) |

| Émilie Mondor       | 13   |
| Carmen Douma-Hussar | 17   |
| Malindi Elmore      | 22   |
| Tina Connelly       | 35   |
| (Courtney Inman)    | (37) |
| (Leah Pells)        | (57) |

- Nota: gli atleti tra parentesi non hanno concorso al punteggio totale della squadra

### Individuale (donne under 20)
| Pos. | Atleta              | Nazione  | Tempo (m's") |
| ---- | ------------------- | -------- | ------------ |
|      | Meselech Melkamu    | Etiopia  | 20'48"       |
|      | Aziza Aliyu         | Etiopia  | 20'53"       |
|      | Mestawat Tadesse    | Etiopia  | 20'56"       |
| 4    | Workitu Ayanu       | Etiopia  | 20'59"       |
| 5    | Chemutai Rionotukei | Kenya    | 21'04"       |
| 6    | Jebichi Yator       | Kenya    | 21'05"       |
| 7    | Yenealem Ayano      | Etiopia  | 21'05"       |
| 8    | Bao Guiying         | Cina     | 21'05"       |
| 9    | Gladys Chemweno     | Kenya    | 21'13"       |
| 10   | Hitomi Miyai        | Giappone | 21'15"       |
| 11   | Yuko Nohara         | Giappone | 21'19"       |
| 12   | Siham Hilali        | Marocco  | 21'31"       |

### Squadre (donne under 20)
| Meselech Melkamu | 1    |
| Aziza Aliyu      | 2    |
| Mestawat Tadesse | 3    |
| Workitu Ayanu    | 4    |
| (Yenealem Ayano) | (7)  |
| (Hirut Mengestu) | (15) |

| Chemutai Rionotukei     | 5    |
| Jebichi Yator           | 6    |
| Gladys Chemweno         | 9    |
| Everline Kemunto Kimwei | 16   |
| (Emmy Chepkirui)        | (17) |
| (Nelly Chepkurui)       | (18) |

| Hitomi Miyai       | 10   |
| Yuko Nohara        | 11   |
| Hitomi Niiya       | 19   |
| Kei Terada         | 27   |
| (Tomoka Inadomi)   | (29) |
| (Misaki Katsumata) | (33) |

- Nota: gli atleti tra parentesi non hanno concorso al punteggio totale della squadra

## Medagliere
Legenda
     Paese ospitante
| Posizione | Paese         | Oro | Argento | Bronzo | Totale |
| --------- | ------------- | --- | ------- | ------ | ------ |
| 1         | Etiopia       | 9   | 6       | 5      | 20     |
| 2         | Kenya         | 2   | 4       | 2      | 8      |
| 3         | Australia     | 1   | 0       | 0      | 1      |
| 4         | Uganda        | 0   | 1       | 1      | 2      |
| 5         | Qatar         | 0   | 1       | 0      | 1      |
| 6         | Canada        | 0   | 0       | 1      | 1      |
| 6         | Eritrea       | 0   | 0       | 1      | 1      |
| 6         | Giappone      | 0   | 0       | 1      | 1      |
| 6         | Gran Bretagna | 0   | 0       | 1      | 1      |
| Totale    | Totale        | 12  | 12      | 12     | 36     |